# Ангел Зотев
Вижте пояснителната страница за други личности с името Ангел войвода.
Ангел Зотев, известен като Ангел войвода или Стария Ангел, е български хайдутин.

## Биография
Зотев е роден във втората половина на XVIII век в хасковското село Дрипчево. Ръководи кърджалийски отряд, подчинен на хасковския аян Емин ага. Застава начело на голяма хайдушка чета, която защитава християнското население в Тракия по време на кърджалийските размирици. По молба на местните жители заминава за Югозападна Македония и отблъсква албански банди в Охридско, Дебърско и Корчанско. Следите му изчезват след 1810 година.